# Radiosekstans
Radiosekstans - urządzenie do astronawigacji, automatyczny radionamiernik z anteną paraboliczną, odbierający promieniowanie mikrofalowe pochodzące z ciał niebieskich (Słońca lub Księżyca). 
Czasza anteny jest nakierowywana automatycznie przez serwomechanizmy i stabilizowana w poziomie.
Radiosekstans, odbierający mikrofale, jest niezależny od warunków pogodowych, w odróżnieniu od sekstantu. 
Sprzężony z komputerem zliczającym drogę pozwala na częste określanie pozycji obserwowanej i ciągłe oraz dokładne określanie pozycji zliczonej.
Stosowany od początku lat 50 XX wieku.